# Quileute (taal)
Quileute of Quillayute is een indiaanse taal van de Chimakuumtaalfamilie, die oorspronkelijk gesproken werd door de Quileute aan de westkust van het schiereiland Olympic in de Amerikaanse staat Washington.

## Geschiedenis en heropleving
In de 19e eeuw was het ook de taal van de Hoh, een groep die oorspronkelijk tot de Salishsprekende Quinault behoorde, maar de taal van de Quileute had overgenomen. Na ondertekening van het Quinault Treaty (1855) verhuisden de Quileute en Hoh naar reservaten, waarna Quileute gesproken bleef worden in het Quileute Indian Reservation en het Hoh Indian Reservation. In 1979 werd begonnen met het onderwijs van de taal aan jongeren in de Quileute Tribal School in La Push op het Quinaultreservaat. In die tijd werd de taal nog door 10 mensen gesproken (1977). In 1992 was dit aantal gedaald tot 3 en de laatste moedertaalspreker overleed in 1999. De Quileute Nation startte in 2007 een tweejarig Quileute Revitilization Project om het gebruik van Quileute in allerdaagse situaties aan te moedigen.

## Kenmerken
Quileute is een polysynthetische taal en een van de slechts zes bekende talen zonder nasale klanken (bijvoorbeeld 'n' en 'm'). Een ander kenmerk van Quileute is het gebruik van voorvoegsels die afhangen van het uiterlijk van de gesprekspartner. In gesprekken met een scheel persoon wordt het voorvoegsel /tḁ-/ voor elk woord geplaatst. Wanneer tegen iemand met een bochel gesproken wordt gebruikt met /ʧʔ/. Andere voorvoegsels zijn /s-/ voor kleine mensen, /tl̥/ voor grappige mensen en /ʧχ/ voor mensen die moeite hebben met lopen.